# FBTO
FBTO is een verzekeringsmaatschappij uit de Friese stad Leeuwarden. Het bedrijf ontstond als onderlinge verzekeringsmaatschappij en werd later een onderdeel van Achmea, een van de grootste verzekeringsconglomeraten van Nederland. FBTO is een direct writer. Dat betekent dat de klant bij FBTO rechtstreeks verzekeringen kan afsluiten. 

## Geschiedenis
In de jaren 50 van de twintigste eeuw besloot een aantal Friese boeren en tuinders gezamenlijk de risico's van bijvoorbeeld brand te delen. Daartoe werd in 1956 de Friese Boeren en Tuinders Onderlinge (FBTO) opgericht. Het aanbieden van verzekeringen begon met verzekeringsagenten in het land, in de jaren '70 bonnetjes in de krant (er was toen een speciale afdeling om de ingevulde bonnen te verwerken tot offertes) én telefonisch. Sinds 1997 kunnen klanten verzekeringen online afsluiten. Dat nam meteen een grote vlucht. Online is inmiddels het grootste kanaal voor het regelen van verzekeringen bij FBTO. 

## Reclame
Reclameslogans die FBTO door de jaren heen voerde waren: 'Gelukkig maar', 'FBTO doet het gewoon' en 'Verzekeren kan je zelf'. De eerste commercial was 'De Koorddanser'. Al snel volgen er meer. Met Hans Otjes bijvoorbeeld. Daarna was Monique van de Ven jarenlang het boegbeeld van de verzekeraar. Later stond Bennie Jolink centraal in de commercials 'Verzekeren kan je zelf'. Gevolgd door Richard Kemper van cabaret- en muziekduo Veldhuis & Kemper. Vaak samen met Eric Bouwman. Ook Annet Malherbe heeft een rol gespeeld in commercials van de verzekeraar. Haar stem ondersteunde de 'Soms' campagne. Sinds 2022 worden de 'Kies voor gáán'-campagnes ingesproken door stemacteur Jurjen van Loon. 
In mei 2012 lanceerde de verzekeraar haar pay-off 'Jij kiest. FBTO.'